# Tenabo
Tenabo är ett samhälle i Mexiko, och administrrativ huvudort i kommunen Tenabo i delstaten Campeche. Tenabo ligger 10 meter över havet och antalet invånare är 6 814.
Terrängen runt Tenabo är platt. Runt Tenabo är det mycket glesbefolkat, med 7 invånare per kvadratkilometer. Närmaste större samhälle är Hecelchakán, 18,0 km nordost om Tenabo. I omgivningarna runt Tenabo växer i huvudsak lövfällande lövskog.